# The Man Behind the Gun
The Man Behind the Gun (Brasil: De Arma em Punho ) é um filme norte-americano de 1953, do gênero faroeste, dirigido por Felix Feist e estrelado por Randolph Scott e Patrice Wymore.

## Sinopse
Major Ransome Callicut, agente do Governo, viaja disfarçado de simples aventureiro para Los Angeles. Sua missão é desbaratar uma organização separatista que planeja fazer do sul da Califórnia um novo estado. Entre um tiro e outro, o major corteja a professora Lora Roberts, que ele salvara durante um assalto à diligência em que estavam. Mas tem um rival na figura do esquentado Capitão do Exército Roy Giles, que pode ou não ser um dos conspiradores.

## Elenco
| Ator/Atriz       | Personagem             |
| ---------------- | ---------------------- |
| Randolph Scott   | Major Ransome Callicut |
| Patrice Wymore   | Lora Roberts           |
| Dick Wesson      | Sargento Monk Walker   |
| Philip Carey     | Capitão Roy Giles      |
| Lina Romay       | Chona Degnon           |
| Roy Roberts      | Senador Mark Sheldon   |
| Morris Ankrum    | Bram Creegan           |
| Katherine Warren | Phoebe Sheldon         |
| Alan Hale Jr.    | Cabo Olaf Swenson      |
| Douglas Fowley   | Buckley                |
| Anthony Caruso   | Vic Sutro              |
| Clancy Cooper    | Kansas Collins         |
| Robert Cabal     | Joaquin Murietta       |